# 탐라해상풍력발전단지
탐라해상풍력발전단지(耽羅海上風力發電團地)는 제주특별자치도 제주시 한경면 두모리에서 금등리 해역에 조성되어 있는 상업용 해상풍력발전 단지이다. 한국남동발전과 두산중공업이 설치하여 2017년 완공되었다.

## 역사
탐라해상풍력은 1,400억 원을 투자하여 두산중공업(現두산에너빌리티)의 3MW급 국산 대용량 풍력발전기 10기를 해안에서 150∼170m 떨어진 수심 3.5∼9m에 건설하는 계획을 수립하였다. 공사에 들어가기 전 한경면 금등리, 두모리, 판모리 마을에 20억 원을 지원하였다.
2016년 9월부터 일부 가동을 시작, 준공 30개월 만인 2017년 9월 완공되었으며 그해 11월, 준공식이 거행되었다.

## 개요
| 분류     | 상세                                 |
| -------- | ------------------------------------ |
| 사업비   | 1,650억 원                           |
| 해상면적 | 81,070㎡                             |
| 건설     | 두산중공업 탐라해상풍력 한국남동발전 |
| 발전기   | 두산중공업 (3MW x 10기)              |

대한민국 최초의 상업용 풍력발전 단지에 해당하며, 설계·제작·설치 전부 100% 국산 기술이 적용되어 있다. 남동발전은 사업·설계·시공관리와 품질검사, 준공검사 등에 대한 확인과 입회 업무를 수행하였다.

## 발전
허브(기둥) 높이는 80m, 블레이드(회전날개) 1개의 길이는 45m이다. 2024년 3월 기준, 가동률은 약 98%, 평균 이용률은 약 29%이다. 3메가와트(㎿) 설비용량 터빈이 달린 10기의 발전기는 시간당 최대 30메가와트시(MWh)의 전력을 생산할 수 있다.